# 细叶东俄芹
细叶东俄芹（学名：Tongoloa tenuifolia）是伞形科东俄芹属的植物，为中国的特有植物。分布在中国大陆的四川、云南等地，生长于海拔3,550米的地区，一般生于山坡或泽地，目前尚未由人工引种栽培。